# Instrumentaal Vol. 2
Instrumentaal Vol. 2 ist das vierzehnte Studioalbum und das zweite rein instrumentale Album des deutschen Sängers Stefan Stoppok und erschien 2005 bei GrundSound.

## Titelliste
1. Solja – 3:36
2. Brickado – 3:38
3. Zebut – 3:35
4. Karlhaar – 5:55
5. Gersine – 3:25
6. Valestra – 3:38
7. Eutaalia – 4:05
8. Nitram – 4:24
9. Restige – 3:57
10. Seerstruckt – 3:12
11. Drackler – 2:52
12. Bouzacka – 3:48
13. Hallfmann – 2:30

Die Titel sind hier als Platzhalter zu verstehen; jeder Hörer soll den Stücken seine eigenen Titel geben, entsprechend seiner Assoziationen, die beim Hören entstehen.